# Структура момента
«Структура момента» (азерб. Anın quruluşu) — советский двухсерийный драматический телефильм с элементами комедии и мелодрамы 1980 года производства киностудии «Азербайджанфильм».

## Синопсис
Фильм снят по оригинальному сценарию Рустама Ибрагимбекова. Фильм рассказывает о величии Родины, и обо всем, что делается на благо Отчизны. Фильм показывает серьёзные нравственные принципы наших современников, а также доверие и уважение к людям. Телефильм был создан по заказу ЦТ СССР. Фильм при показе получил первую категорию.

## Создатели фильма

### В ролях
Мамед Мамедов — Адхам
Гаджи Исмаилов — Алекпер
Анна Каменкова — Алия
Владимир Этуш — Годжа Байрамов
Ольга Барнет — Нина
Александр Шаровский — Феликс
Эльхан Кулиев — Октай
Таир Яхын — Рамиз
Халида Кулиева — Сона
Омур Нагиев — Тофик
Микаил Мирза — Эйваз
Сиявуш Набиев — вундеркинд
Лариса Халафова — мать вундеркинда

### Административная группа
оригинальный текст, режиссёр-постановщик, оператор-постановщик: Расим Исмайлов
автор сценария: Рустам Ибрагимбеков
оператор-постановщик:Юрий Варновский
художник-постановщик: Рафиз Исмайлов
композитор: Азер Дадашев
директор фильма: Инесса Сафронова